# PG 1621+476
PG 1621+476 — двойная звезда в созвездии Геркулеса на расстоянии (вычисленном из значения параллакса) приблизительно 5915 световых лет (около 1814 парсек) от Солнца. Видимая звёздная величина звезды — +16,188m.
Открыта проектом MUCHFUSS в 2014 году.

## Характеристики
Первый компонент (PG 1621+476A) — бело-голубой субкарлик спектрального класса B. Масса — около 0,47 солнечной, радиус — около 0,182 солнечного, светимость — около 17 солнечных. Эффективная температура — около 29000 K.
Второй компонент (ZTF-J1622+47B) — красный карлик спектрального класса M. Масса — около 0,061 солнечной, радиус — около 0,098 солнечного, светимость — около 0,0003 солнечной. Эффективная температура — около 2700 K. Орбитальный период — около 0,0697 суток (1,6728 часа).